# Собачі бої

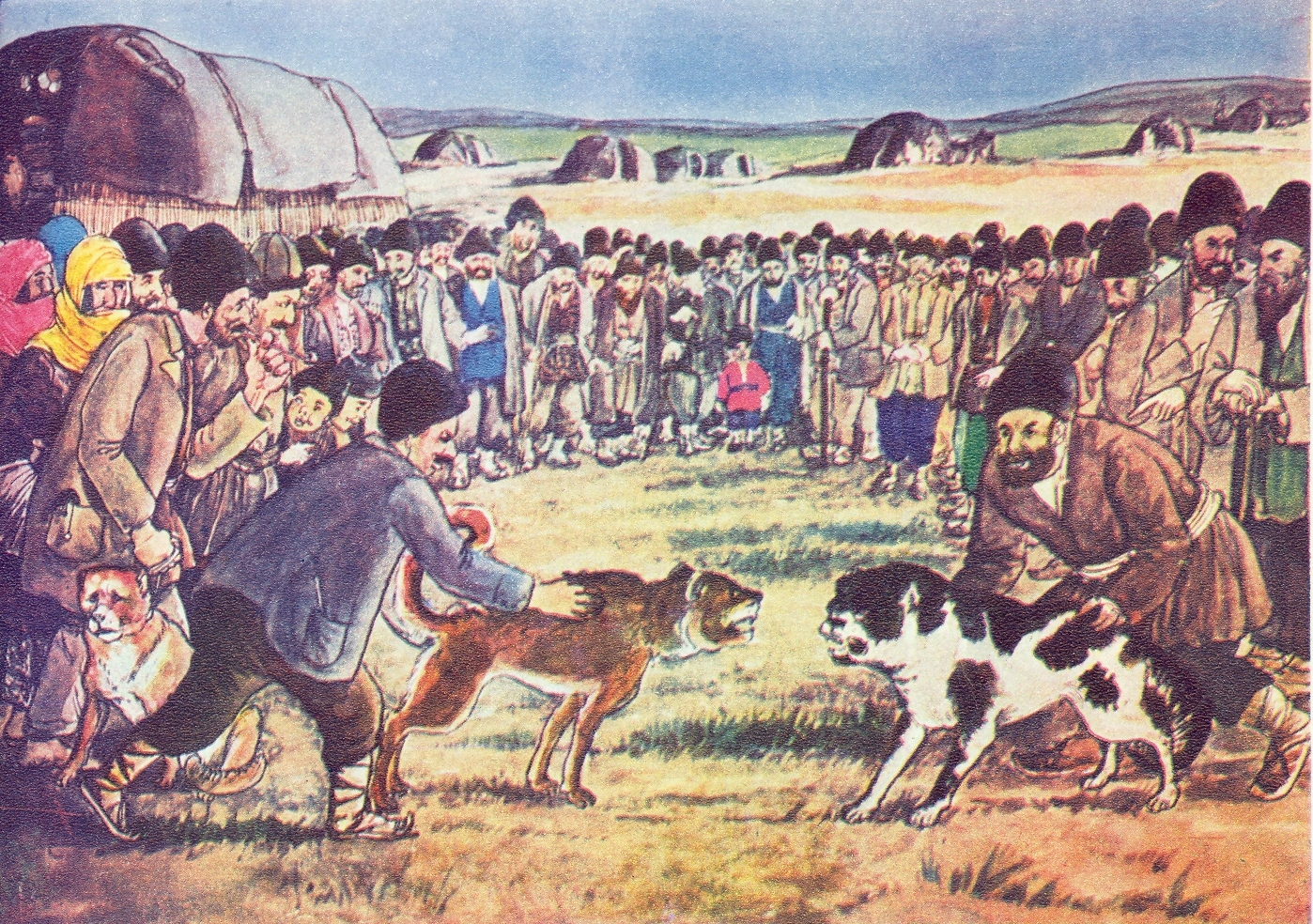
Гравюра Азима Азімзаде, 1938 рік

Собачі бої — заборонений в більшості країн світу вид кривавих видовищ, в якому приймаються ставки на перемогу в бійці між двома або більше собаками.

## Виникнення собачих боїв
Цей кривавий спорт був популярний в Англії в XVIII- XIX століттях.
У XVIII столітті лондонці з нижчих верств суспільства придумали розвагу: в невеликий дерев'яний загін запускалася собака і кілька десятків, а то і сотень щурів. Оголошувалися ставки: за який час і скільки щурів пес встигне передушити. Після чого починалося «видовище», яке забавляло мешканців лондонського «дна» і було дуже прибутковим для господаря щурячого тоталізатора, який за сумісництвом найчастіше був і господарем собаки. Тер'єри та англійські бульдоги показували найвищі результати, і тому вони вважалися визнаними щуробоями. Щоб максимально посилити ефект і заробити додатковий куш, ці дві породи схрестили і отримали бійцівських собак — буль-енд-тер'єрів. Серед мешканців нижчого лондонського суспільства володіння бійцівською собакою вважалося особливим шиком, а господарі щуробоя викликали загальну заздрість і займали по відношенню до оточуючих більш високий статус.
До початку XIX століття популярність бичачого і ведмежого цькування пішла на спад. У суспільстві назріло питання про заборону жорстоких розваг. На цьому тлі собачі бої, навпаки, стрімко набирали популярність. Технічно організувати такий бій було значно простіше і безпечніше, ніж цькування великих тварин. Глядачів збиралося не менше, а витрати на організацію і ризик травм для людей значно знижувалися.
До середини XIX століття собачі бої залишилися практично єдиною широко доступною кривавою азартною забавою. Крім того, покупці і продавці собак бійцівських порід часто розглядали собачий бій як перевірку їх робочих якостей. Собак випускали на арену, відгороджену від глядачів, так званий «піт» або яма. Звідси пішла назва породи «пітбультер'єр», виведеної в США на основі бійцівських собак, що використовувалися в Англії найуспішніше.
Незабаром щурячі забави набридли простому люду, і тоді стали влаштовуватися собачі бої. Для собачих боїв брали собак різних порід, але приблизно однієї ваги. Однак в собачих боях існував закон: господар і його підручні повинні були негайно відтягнути від поваленого супротивника собаку-переможця . Робилося це тому, що бійцівські собаки цінувалися дуже високо, і власник пса, котрий програв, зовсім не бажав остаточно втрачати свого «годувальника», а в разі його загибелі господар переможця не тільки не отримував нагороду, але ще й виплачував великий штраф тому, хто програв. Щоб дотриматися цього закону, справжня бійцівська собака виховувалася таким чином, щоб ніколи, навіть в самому розпалі бою, не сміла нападати на людину.

## Собачі бої зтоса-іну
Подібно до боротьби сумо, в традиційних японських собачих боях мета бою - повалити противника, притиснути його до рингу. Собаки, які кусають і намагаються рвати суперника, гавкають під час бою, дискваліфікуються і не допускаються до наступних боїв. 
Так як і в сумо, існують ранги собак-бійців; найсильніші і витривалі собаки, які виграли багато боїв, отримують звання «чемпіонів» і «великих чемпіонів». Отримавши перше місце, тоса отримує спеціальний розписаний «фартух» і конопляний вінок.

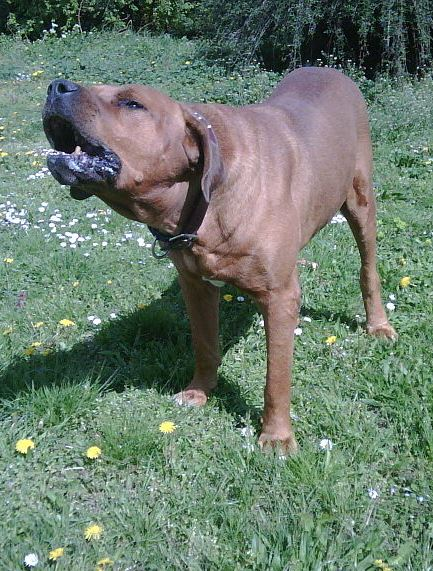
Tosa Inu

## Собачі бої сьогодні
На сьогоднішній день собачі бої заборонені в багатьох країнах світу. Тим не менш, вони зберігають свою популярність в Азії (Пакистан, Казахстан, Китай і інші) і в меншій мірі в інших регіонах. Зокрема, незважаючи на законодавчі заборони, проблема проведення собачих боїв залишається актуальною на територіях Росії, України, США та інших держав. Регулярно проводяться різні турніри і чемпіонати.
Ставлення до собачих боїв залишається неоднозначним. З одного боку, часто вони є самоціллю, виключно азартною розвагою, а якості, культивовані в них, не застосовуються на практиці. В такому спорті найбільш популярні американські пітбультер'єри, буллі кутта та інші. З іншого боку, тестові випробування (ТІ), що проводяться серед вовкодавів, таких як САО і КО, в якості основного завдання, мають збереження робочих якостей, необхідних для захисту стада від диких хижаків (в першу чергу, вовків); таким чином, вони є зоотехническим заходом, правила якого дуже жорстко регулюються.